# باد گرینسپن
باد گرینسپن (انگلیسی: Bud Greenspan؛ ۱۸ سپتامبر ۱۹۲۶ – ۲۵ دسامبر ۲۰۱۰) یک کارگردان اهل ایالات متحده آمریکا بود. 